# San Antonio la Ciénega
San Antonio la Ciénega, även La Rosa, är en ort i kommunen San Felipe del Progreso i delstaten Mexiko i Mexiko. Samhället hade 1 583 invånare vid folkräkningen 2020.